# Anisarthron barbipes
Anisarthron barbipes är en skalbaggsart som först beskrevs av Franz Paula von Schrank 1781.  Anisarthron barbipes ingår i släktet Anisarthron och familjen långhorningar.
Artens utbredningsområde är Ukraina. Inga underarter finns listade i Catalogue of Life.